# Kościół św. Sebastiana i Matki Boskiej Różańcowej w Jurgowie
Kościół parafialny św. Sebastiana i Matki Boskiej Różańcowej znajduje się w Jurgowie w województwie małopolskim, powiecie tatrzańskim, gminie Bukowina Tatrzańska.
Kościół został zbudowany w 1675 roku, a jego fundatorami byli sołtys Jakub Kesza i młynarz Mikołaj. Zakrystię i kaplicę św. Józefa wybudowano w 1935 roku.

## Architektura

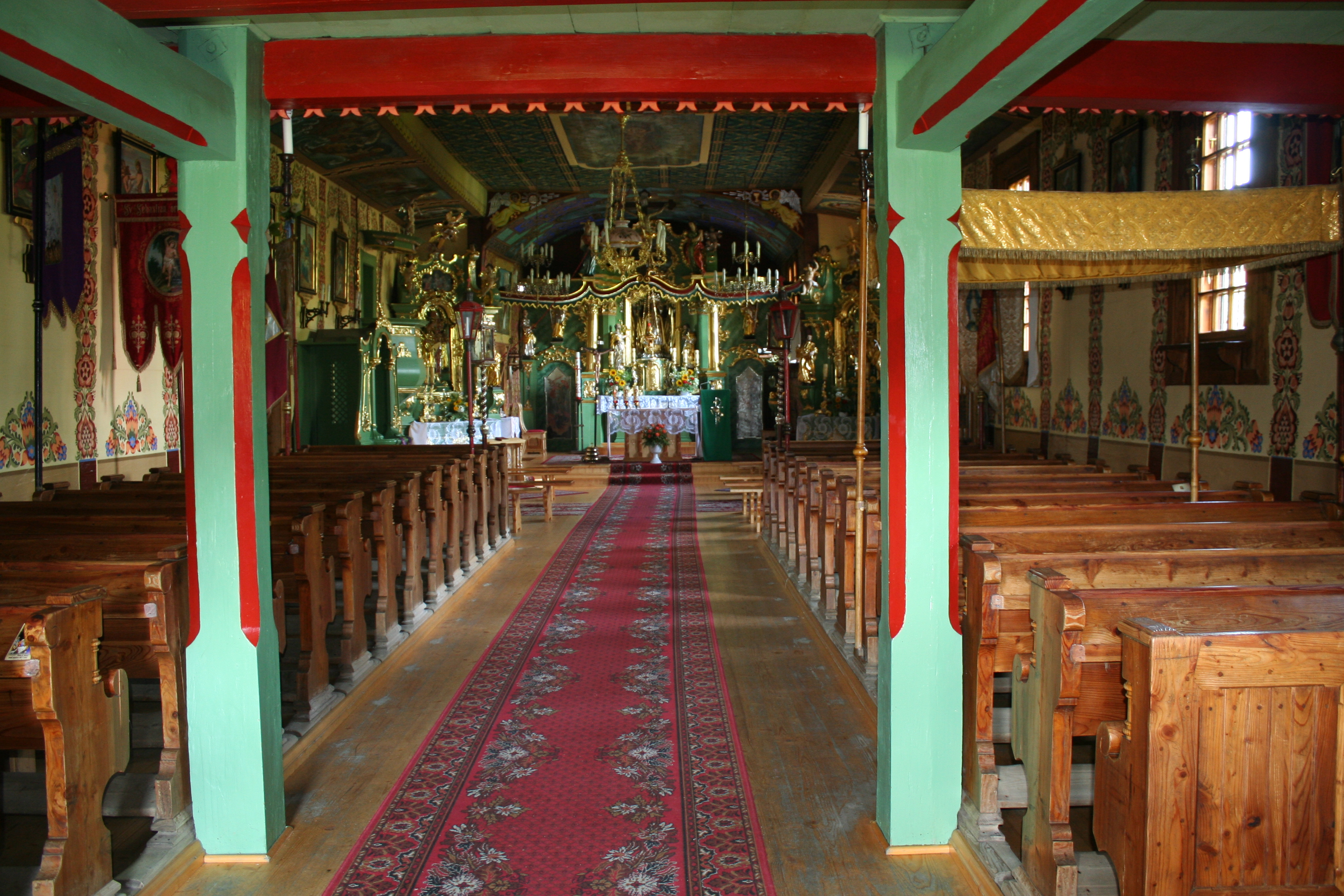
Wnętrze kościoła

Ściany kościoła mają konstrukcję zrębową i pokryte są gontem, a jednolity wielopołaciowy dach ma konstrukcję więźbowo-zaskrzynieniową. W dachu znajduje się mała wieżyczka sygnaturkowa. Prezbiterium zamknięte dwubocznie; od północnej strony przylega do niego zakrystia, a od nawy kaplica. Nawa przykryta została płaskim stropem w odróżnieniu od prezbiterium, które ma pozorne sklepienie kolebkowe. We wnętrzu świątyni znajduje się rokokowa polichromia bogata w motywy roślinne i geometryczne, pochodząca z 1813 roku. W okresie międzywojennym została ona przemalowana przez Kazimierza Pietkę. Całe wyposażenie kościoła pochodzi głównie z XVIII wieku. Na ołtarzu, w centralnej jego części, jest figurka Matki Boskiej Różańcowej oraz rzeźby św. Piotra i św. Pawła. W prawej części ołtarza znajduje się figura św. Mikołaja, a w lewej figura Matki Boskiej Różańcowej ze św. Józefem i św. Joachimem oraz obraz Świętej Rodziny. Zabytkowymi elementami kościoła są ambona i konfesjonał pochodzące z XVIII wieku.
Obok kościoła znajduje się murowana dzwonnica z 1881 roku.